# Каталонский Орфеон

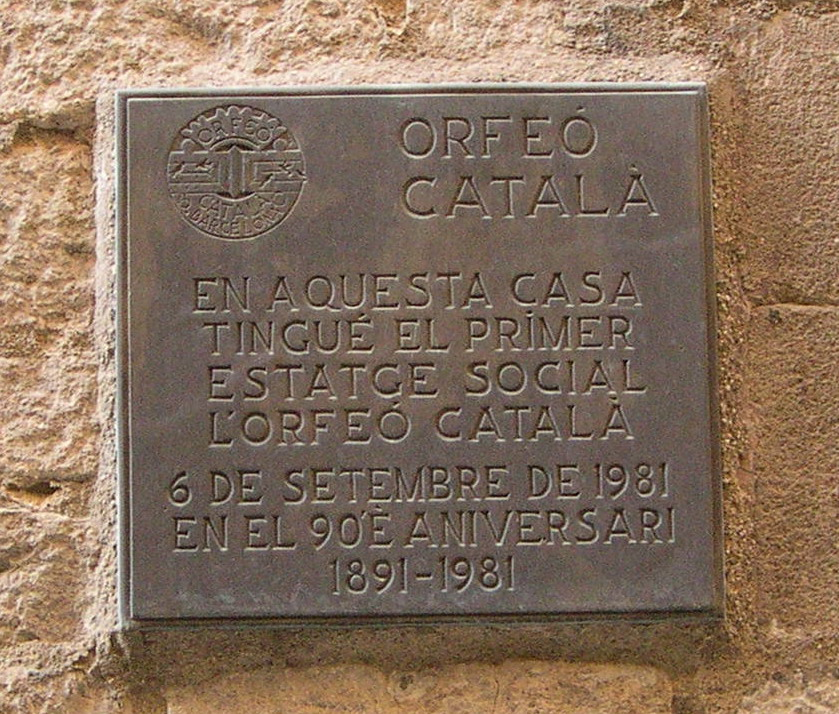
Мемориальная доска на улице Льедо в Барселоне, установленная в ознаменование 90-летия хора

«Каталонский Орфеон» (кат. Orfeó Català) — хоровой коллектив, базирующийся в Барселоне. Основан в 1891 г. Льюисом Мильетом и Амадеу Вивесом как мужской хор; в 1896 г. был создан и женский, в том же году при хоре была открыта детская музыкальная школа. Основу репертуара составляли как каталонские народные песни, так и хоровая классика, от барочной полифонии до месс Бетховена и Мендельсона, исполнявшаяся, главным образом, в переводе на каталанский язык.
В 1920-е гг. подвергался политическому давлению в связи с правительственными гонениями на каталонское национальное самосознание, в 1925 г. в течение нескольких месяцев был запрещён вовсе. Известен эпизод 14 июня 1925 года, когда толпа во время футбольного матча в честь хора с участием клуба «Барселона» запела Королевский марш — официальный гимн Испанского королевства, отменённый при диктатуре Примо де Риверы, — и в наказание власти на несколько месяцев закрыли стадион «Барселоны».
Среди музыкантов, в разное время дирижировавших хором, — Камиль Сен-Санс, Рихард Штраус, Пабло Казальс, Феликс Вайнгартнер, Мстислав Ростропович, Лорин Маазель, Зубин Мета.
В 1984 г. хор был награждён каталонским Крестом Святого Георгия, в 2006 г. удостоен Национальной музыкальной премии Каталонии.
По образцу «Каталонского Орфеона» были созданы одноимённые музыкальные коллективы во многих странах, в том числе в Мехико (1906), Сантьяго (1910), Сантьяго-де-Куба (1910), Монтевидео (1910), Буэнос-Айресе (1918), Каракасе (1958) и др.

## Руководители хора
- Льюис Мильет-и-Пажес (1891—1941)
- Франсеск Пухоль-и-Понс (1941—1945)
- Льюис Мариа Мильет (1945—1977)
- Льюис Мильет-и-Лорас (1977—1981)
- Саймон Джонсон (1981—1983)
- Сальвадор Мас Конде (1983—1985)
- Саймон Джонсон (1985—1988)
- Жорди Касас (1988—1998)
- Жозеп Вила-и-Казаньяс (с 1998 г.)